# 灰腹杜鹃
灰腹杜鹃（学名：Cacomantis passerinus）一种分布于南亚地区的鹃形目鸟类，隶属于杜鹃科八声杜鹃属。